# Stemodia coahuilensis
Stemodia coahuilensis är en grobladsväxtart som först beskrevs av Henr., och fick sitt nu gällande namn av Billie Lee Turner. Stemodia coahuilensis ingår i släktet Stemodia och familjen grobladsväxter. Inga underarter finns listade i Catalogue of Life.